# Isaias glossatus (Bamberg)

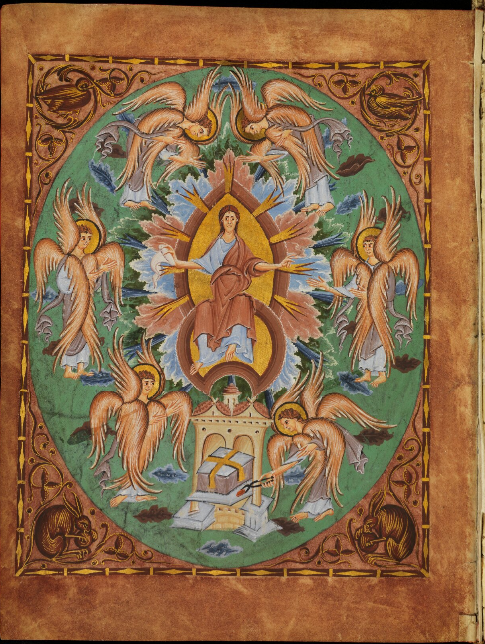
folio 10v

Isaias glossatus (lateinisch: „kommentierter Jesaja“) ist eine illuminierte Handschrift des Buches Jesaja mit dem Kommentar des Hieronymus, die unter der Signatur Bamberg, Staatsbibliothek, Msc.Bibl.76 in der Staatsbibliothek Bamberg verwahrt wird. Die Handschrift wurde um das Jahr 1000 im Reichenauer Skriptorium geschrieben und in der dortigen Buchmalerschule mit zwei Miniaturen ausgestattet. Die Handschrift wurde mutmaßlich von Heinrich II. für die Bamberger Dombibliothek gestiftet.

## Inhalt
Die Handschrift enthält den Prolog des Hieronymus zum Buch des Propheten Jesaja (fol. 1r–2v), das Kapitelverzeichnis (fol. 2v–6v) sowie den biblischen Text mit dem begleitenden Kommentar des Kirchenvaters, dem ein eigener Prolog vorausgeht (fol. 7r–10r, 11v–143r). Der Haupttext und ein Teil der verstreuten lateinischen Glossen stammen nahezu gänzlich von einer einzigen Hand, die typische Züge der Reichenauer Schreibschule aufweist. Auch die alemannische Mundart der zeitgleich eingetragenen 18 althochdeutschen Glossen weist auf die Reichenau.
Zwei (auf fol. 10v/11r) einander gegenüberstehende Miniaturen mit Szenen der Berufungsvision des Propheten Jesaja leiten zum Haupttext über. Sie zeigen die Gottesvision Jesajas (Is. 6,1–2) und – als Initialzierseite – die Reinigung des Propheten (Is 6, 5).
Markante Ähnlichkeiten in Format, Anlage und Bildschmuck mit einer Reichenauer Kommentarhandschrift zum Hohen Lied Salomos und zum Buch Daniel (Staatsbibliothek Bamberg, Msc.Bibl.22, im Jahr 2003 zum Weltdokumentenerbe erklärt) lassen eine gemeinsame Konzeption dieser beiden Kodizes vermuten. Der Hauptschreiber ist in beiden Handschriften identisch. Die Miniaturen werden den Frühwerken der sogenannten Liuthar-Gruppe zugerechnet. 

## Geschichte
Die Kommentarhandschrift zum Buch Jesaja sowie die Kommentarhandschrift zum Hohen Lied Salomos und zum Buch Daniel gehören nach einhelliger Forschungsmeinung zu den Buchstiftungen Heinrichs II. für den Bamberger Dom. Im Jahr 1611 wurden beide Handschriften einheitlich neu gebunden, wie zwischen 1611 und 1614 der Bestand der Pergamenthandschriften in der Bamberger Dombibliothek. Im Zuge der Säkularisation in Bayern 1802/1803 gelangten sie in die heutige Staatsbibliothek Bamberg.